# Babylon (Town)
Babylon ist eine von zehn Towns im Suffolk County des US-Bundesstaates New York. Sie liegt auf Long Island. Zum Zeitpunkt des United States Census 2010 hatte die Town of Babylon 214.191 Einwohner. Teile von Jones Beach Island, Captree Island und Fire Island gehören zu Babylon, das im Westen an das Nassau County und im Süden an den Atlantischen Ozean grenzt. Ganz im Westen ist Babylon etwa 32 km entfernt von New York City im Osten von Queens und knapp 50 km von Manhattan. Innerhalb der Town gibt es ein gleichnamiges Village.

## Geographie
Die westliche Grenze der Town bildet die Grenze zum Nassau County (New York), und im Süden grenzt Babylon an den Atlantischen Ozean.
Nach den Angaben des United States Census Bureau hat die Town eine Gesamtfläche von 295,7 km2, wovon 135,4 km2 auf Land und 160,2 km2 (oder 54,20 %) auf Gewässer entfallen.

### Villages
- Amityville, im Südwesten der Town
- Babylon, im Südosten der Town
- Lindenhurst, im Süden, zwischen Babylon und Amityville.

### Weiler
- Amity Harbor, located in the hamlet of Copiague
- Copiague
- Copiague Harbor
- Deer Park
- East Farmingdale
- Gilgo mit West Gilgo Beach, Gilgo Beach und Cedar Beach
- North Amityville
- North Babylon
- North Lindenhurst
- Oak Beach–Captree mit Oak Island, Oak Beach und Captree Island
- West Babylon
- Wheatley Heights
- Wyandanch

### Inseln
- Captree Island, Insel im Südosten der Town, auf der ein Teil des Captree State Parks liegt
- Cedar Island, Insel in der Great South Bay.
- Gilgo Island, Insel am westlichen Ende der Great South Bay
- Grass Island, Insel in der Great South Bay.
- Thatch Island, Insel in der Great South Bay.
- Oak Island, Insel in der Great South Bay.

### Strände
- Cedar Beach
- Gilgo Beach
- Oak Beach
- Overlook Beach

### State Parks
- Belmont Lake State Park, im nordöstlichen Teil Babylons
- Captree State Park, im südlichsten Teil der Stadt, angrenzend an den Fire Island Inlet
- Gilgo State Park, Schutzgebiet auf einer Barriereinsel im Süden der Town.
- Robert Moses State Park auf Fire Island, gehört teilweise zu Babylon

### Außerdem
- Fire Island Inlet, eine Passage zwischen dem Atlantischen Ozean und der Great South Bay.

## Geschichte
Die Region hieß einst South Huntington. Als Nathaniel Conklin mit seiner Familie in das Gebiet zog, gab er ihm Anlehnung an das antike Babylon um 1803 den Namen New Babylon. Offiziell gebildet wurde die neue Town 1872 durch Abtrennung aus der Town of Huntington.

## Medien
WBAB 102.3FM ist in Babylon lizenziert.
The Babylon Beacon wurde über viele Jahre in der Stadt herausgegeben.

## Verkehr

### Flughäfen
Der 1927 eröffnete Republic Airport in East Farmingdale wurde ursprünglich von Fairchild Aircraft gebaut und 1939 durch Republic Aviation gekauft. Von 1936 bis 1980 bestand Zahn's Airport in North Amityville from 1936 to 1980.

### Eisenbahnen
Die Babylon Branch der Long Island Rail Road ist die Hauptbahnverbindung in Babylon. Sie kommt aus dem Nassau County und endet im Village of Babylon. Stationen befinden sich zwischen Amityville und Babylon. Über die Central Branch wird auch Güterverkehr abgewickelt; dieser nutzt teilweise den Montauk Branch, der von der Main Line in Bethpage abzweigt. Östlich der Station Babylon führt der Montauk Branch weiter in die Town of Islip. Außerdem führt die Main Line durch den nördlichen Teil er Town; sie hat Stationen in Pinelawn, Wyandanch und Deer Park.

### Busverkehr
Die Town of Babylon wird vor allem bedient durch Strecken, die von Suffolk County Transit betrieben werden.

### Hauptstraßen
- Southern State Parkway
- Robert Moses Causeway
- Ocean Parkway
- New York State Route 24
- New York State Route 27
- New York State Route 27A
- New York State Route 109
- New York State Route 110
- New York State Route 231

## Demographie
Zum Zeitpunkt des United States Census 2000 bewohnten Babylon 211.792 Personen. Die Bevölkerungsdichte betrug 4050 Personen pro km2. Es gab 71.186 Wohneinheiten, durchschnittlich 525,6 pro km2. Die Bevölkerung in Babylon bestand zu 76,34 % aus Weißen, 15,65 % Schwarzen oder African American, 0,27 % Native American, 1,89 % Asian, 0,03 % Pacific Islander, 3,36 % gaben an, anderen Rassen anzugehören und 2,47 % nannten zwei oder mehr Rassen. 10,05 % der Bevölkerung erklärten, Hispanos oder Latinos jeglicher Rasse zu sein.
Die Bewohner Babylons verteilten sich auf 69.048 Haushalte, von denen in 35,7 % Kinder unter 18 Jahren lebten. 87,6 % der Haushalte stellten Verheiratete, 13,7 % hatten einen weiblichen Haushaltsvorstand ohne Ehemann und 24,1 % bildeten keine Familien. 19,1 % der Haushalte bestanden aus Einzelpersonen und in 8,5 % aller Haushalte lebte jemand im Alter von 65 Jahren oder mehr alleine. Die durchschnittliche Haushaltsgröße betrug 3,03 und die durchschnittliche Familiengröße 3,45 Personen.
Die Bevölkerung verteilte sich auf 26,0 % Minderjährige, 7,5 % 18–24-Jährige, 32,4 % 25–44-Jährige, 21,6 % 45–64-Jährige und 12,4 % im Alter von 65 Jahren oder mehr. Der Median des Alters betrug 36 Jahre. Auf jeweils 100 Frauen entfielen 93,0 Männer. Bei den über 18-Jährigen entfielen auf 100 Frauen 89,3 Männer.
Das mittlere Haushaltseinkommen in Babylon betrug 60.064 US-Dollar und das mittlere Familieneinkommen erreichte die Höhe von 66.261 US-Dollar. Das Durchschnittseinkommen der Männer betrug 45.160 US-Dollar, gegenüber 32.062 US-Dollar bei den Frauen. Das Pro-Kopf-Einkommen belief sich auf 22.844 US-Dollar. 4,6 % der Bevölkerung und 6,7 % der Familien hatten ein Einkommen unterhalb der Armutsgrenze, davon waren 7,4 % der Minderjährigen und 7,4 % der Altersgruppe 65 Jahre und mehr betroffen.

## Belege
1. ↑  Population and Housing Unit Estimates. Abgerufen am 14. April 2018 (englisch).
2. ↑  New York: 2010, Population and Housing Unit Counts (CPH-2-34). (PDF, 34 MB) In: Census of Population and Housing. United States Census Bureau, abgerufen am 14. April 2018 (englisch).